# Канада на Светском првенству у атлетици у дворани 2016.
Канада је учествовала на 16. Светском првенству у атлетици у дворани 2016. одржаном у Портланду од 17. до 20. марта шеснаести пут, односно учествовала је на свим првенствима до данас. Репрезентацију Канаде представљало је 13 такмичара (6 мушкарца и 7 жена), који су се такмичили у 9 дисциплина (5 мушких и 4 женске).,
На овом првенству Канада је по броју освојених медаља делила 10. место са освојеном једном медаљом (злато). Поред медаља такмичари Канаде остварили су два национална рекорда, десет личних и два рекорда сезоне. У табели успешности према броју и пласману такмичара који су учествовали у финалним такмичењима (првих 8 такмичара) Канада је са 4 учесника у финалу заузела 16. место са 19 бодова.
| Плас. | Земља  | 1. место | 2. место | 3. место | 4. место | 5. место | 6. место | 7. место | 8. место | Бр. финал. | Бод. |
| ----- | ------ | -------- | -------- | -------- | -------- | -------- | -------- | -------- | -------- | ---------- | ---- |
| 16.   | Канада | 1        | 0        | 0        | 1        | 1        | 0        | 1        | 0        | 4          | 19   |

## Учесници
| Мушкарци: - Mobolade Ajomale — 60 м - Филип Осеј — 400 м - Мохамед Ахмед — 3.000 м - Камерон Левинс — 3.000 м - Шонаси Барбер — Скок мотком - Тим Недов — Бацање кугле | Жене: - Кристал Емануел — 60 м - Габријела Стафорд — 1.500 м - Никол Сифуентес — 1.500 м - Џесика О'Конел — 3.000 м - Sheila Reid — 3.000 м - Бријен Тајсен Итон — Петобој - Џорџија Еленвуд — Петобој |  |

## Освајачи медаља (1)

### Злато (1)
- Бријен Тајсен Итон — Петобој

## Резултати

### Мушкарци
| Атлетичар        | Дисциплина   | Лични рекорд | Квалификације | Квалификације | Полуфинале           | Полуфинале           | Финале               | Финале       | Детаљи |
| Атлетичар        | Дисциплина   | Лични рекорд | Резултат      | Место         | Резултат             | Место                | Резултат             | Место        | Детаљи |
| ---------------- | ------------ | ------------ | ------------- | ------------- | -------------------- | -------------------- | -------------------- | ------------ | ------ |
| Моболаде Аџомале | 60 м         | 6,57         | 6,67 кв       | 4. у гр. 6    | 6,60                 | 4. у гр. 1           | Није се квалификовао | 10 / 53 (56) |        |
| Филип Осеј       | 400 м        | 46,35        | 47,00         | 4. у гр. 2    | Није се квалификовао | Није се квалификовао | Није се квалификовао | 14 / 26 (30) |        |
| Мохамед Ахмед    | 3.000 м      | 7:40,11 НР   | 7:53,66 кв    | 7. у гр. 2    |                      |                      | 8:07,96              | 9 / 18       |        |
| Камерон Левинс   | 3.000 м      | 7:41,59      | 7:54,81       | 6. у гр. 1    | Није се квалификовао | 14 / 18              |                      |              |        |
| Шонаси Барбер    | Скок мотком  | 6,00 НР      |               |               |                      |                      | 5,75                 | 4 / 14       |        |
| Тим Недов        | Бацање кугле | 21,33        | 20,23         | 7 / 19        |                      |                      |                      |              |        |

### Жене
| Атлетичарка       | Дисциплина | Лични рекорд | Квалификације | Квалификације | Полуфинале     | Полуфинале | Финале                | Финале       | Детаљи |
| Атлетичарка       | Дисциплина | Лични рекорд | Резултат      | Место         | Резултат       | Место      | Резултат              | Место        | Детаљи |
| ----------------- | ---------- | ------------ | ------------- | ------------- | -------------- | ---------- | --------------------- | ------------ | ------ |
| Кристал Емануел   | 60 м       | 7,23         | 7,23 КВ, ЛР   | 3. у гр. 3    | 7,23 (.230) ЛР | 6. у гр. 2 | Није се квалификовала | 16 / 23 (24) |        |
| Габријела Стафорд | 1.500 м    | 4:11,49      | 4:11,46 ЛРС   | 5. у гр. 2    |                |            | Нису се квалификовале | 12 / 20      |        |
| Никол Сифуентес   | 1.500 м    | 4:07,61 НР   | 4:17,24       | 10. у гр. 1   | 18 / 20        |            | Нису се квалификовале |              |        |
| Џесика О'Конел    | 3.000 м    | 8:53,09      |               |               |                |            | 9:05,71               | 9 / 13 (14)  |        |
| Sheila Reid       | 3.000 м    | 8:56,50      | 9:19,67       | 12 / 13 (14)  |                |            |                       |              |        |

#### Петобој
| Дисциплина   | Бријен Тајсен Итон | Бријен Тајсен Итон | Бријен Тајсен Итон | Бријен Тајсен Итон | Бријен Тајсен Итон | Бријен Тајсен Итон |
| Дисциплина   | Лич. рек.          | Резултат           | Бод.               | Плас.              | Укупно             | Плас.              |
| ------------ | ------------------ | ------------------ | ------------------ | ------------------ | ------------------ | ------------------ |
| 60 м препоне | 8,10               | 8,04 ЛР            | 1.120              | 1.                 | 1.120              | 1.                 |
| Скок увис    | 1,89о              | 1,85 ЛРС           | 1.041              | 4.                 | 2.161              | 1.                 |
| Бацање кугле | 13,99о             | 13,70 ЛРС          | 774                | 3.                 | 2.935              | 5.                 |
| Скок удаљ    | 6,72о              | 6,42 ЛРС           | 981                | 2.                 | 3.916              | 3.                 |
| 800 м        | 2:09,03 о          | 2:09,99 ЛРС        | 965                | 1.                 | 4.881              | 1.                 |
| Петобој      | 4.768 НР           |                    |                    |                    | 4.881 НР           |                    |

| Дисциплина   | Џорџија Еленвуд | Џорџија Еленвуд | Џорџија Еленвуд | Џорџија Еленвуд | Џорџија Еленвуд | Џорџија Еленвуд |
| Дисциплина   | Лич. рек.       | Резултат        | Бод.            | Плас.           | Укупно          | Плас.           |
| ------------ | --------------- | --------------- | --------------- | --------------- | --------------- | --------------- |
| 60 м препоне | 8,56            | 8,64            | 987             | 10.             | 987             | 10.             |
| Скок увис    | 1,82            | 1,79            | 966             | 9.              | 1.953           | 9.              |
| Бацање кугле | 12,76           | 12,54           | 697             | 11.             | 2.650           | 10.             |
| Скок удаљ    | 6,08            | 6,01            | 853             | 8.              | 3.503           | 10.             |
| 800 м        | 2:17,10о        | 2:20,18         | 821             | 7.              | 4.324           | 10.             |
| Петобој      | 4.390           |                 |                 |                 | 4.324           | 10 / 12         |